# Турель (архитектура)
Туре́ль (фр. tourelle — башенка) — в средневековой архитектуре небольшая башенка, которая «выступает от стены или установлена на крыше». В средневековой фламандской архитектуре турелью называли навершие круглой башни либо несколько маленьких башенок (обычно десять) вокруг одной центральной. Другая форма термина: торнелла (лат. tornellae — башенка). В отдельных случаях — близко понятию табернакль.
В архитектуре средневековой Франции турель — одна из боковых башен, окружающих донжон. Классический пример композиции донжона с турелями — Венсенский замок (1337—1340). В истории английской архитектуры времени Тюдоров и короля Якова I (XVI— начала XVII в.) турели, чаще восьмигранной формы с плоскими площадками, возводили по углам здания либо по французскому обычаю — круглыми с полусферическими навершиями. Разнообразные турели встречаются в архитектуре французского Ренессанса и «стиле шотландских баронов».
Турель в функциональном и композиционном отношениях близка фортификационным сооружениям: бартизанам и кавальерам, но, в отличие от них, форму турели продолжали использовать в гражданской ренессансной и постренессансной архитектуре, переосмысляя в качестве декоративного элемента, вплоть до стилизаций в архитектуре модерна, чаще в виде консоли на некоторой высоте аналогично эркеру. Один из примеров: полукруглые выступы центрального ризалита здания Ярославского вокзала в Москве, построенного по проекту Фёдора Шехтеля в неорусском стиле (1880—1882).

### Примеры

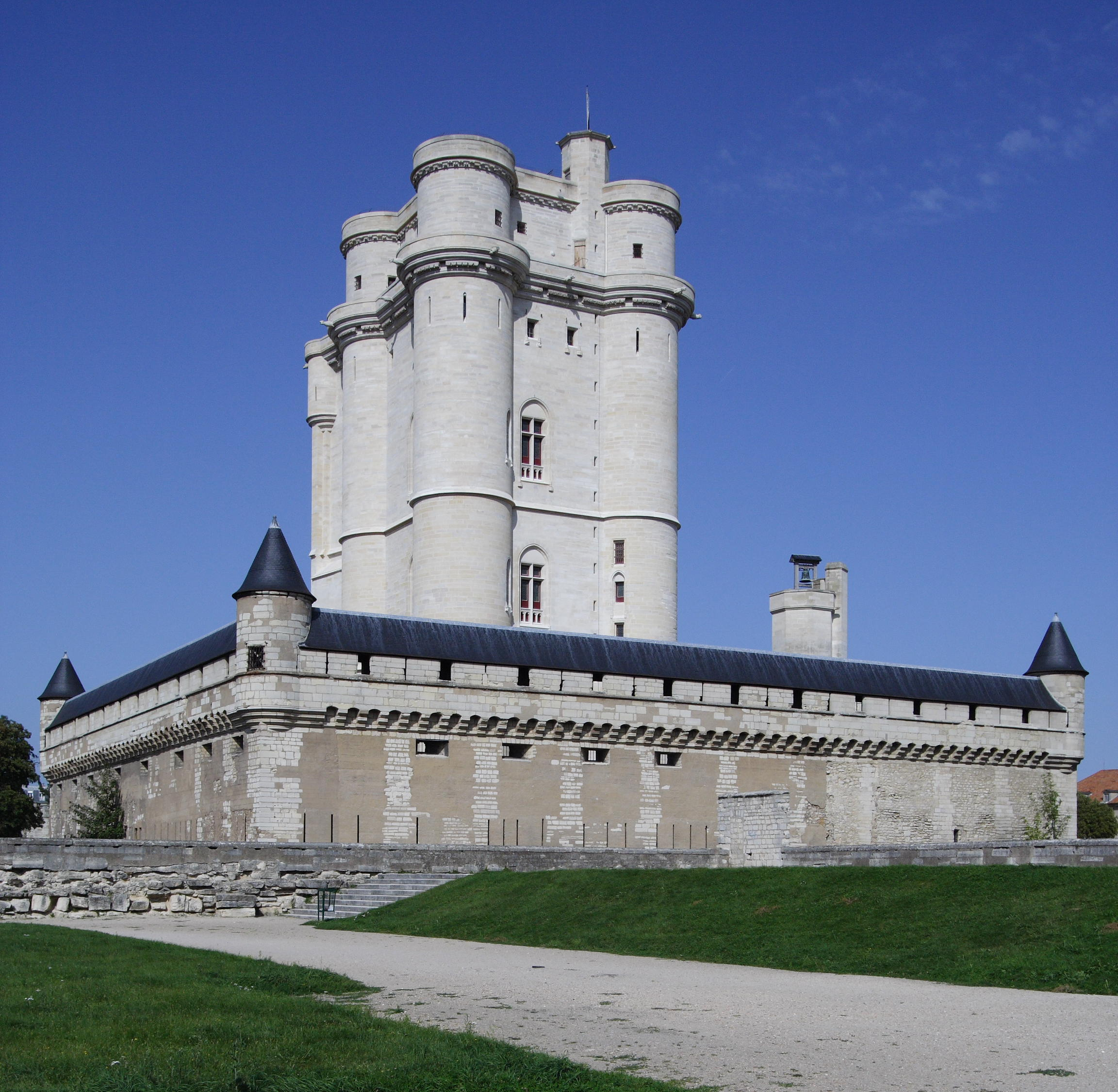
Венсеннский замок. 1337—1340
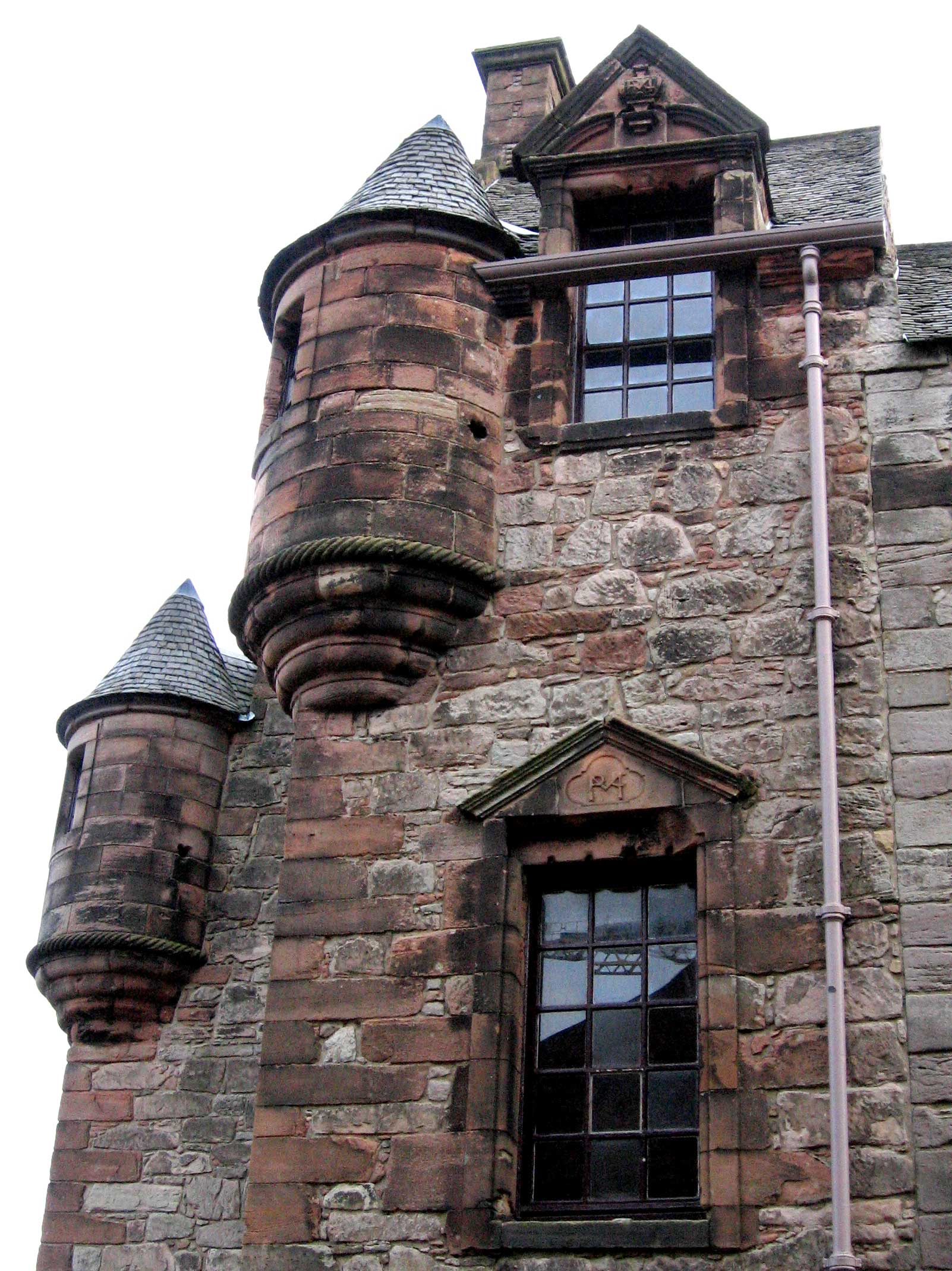
Турели замка Ньюак. Порт-Глазго
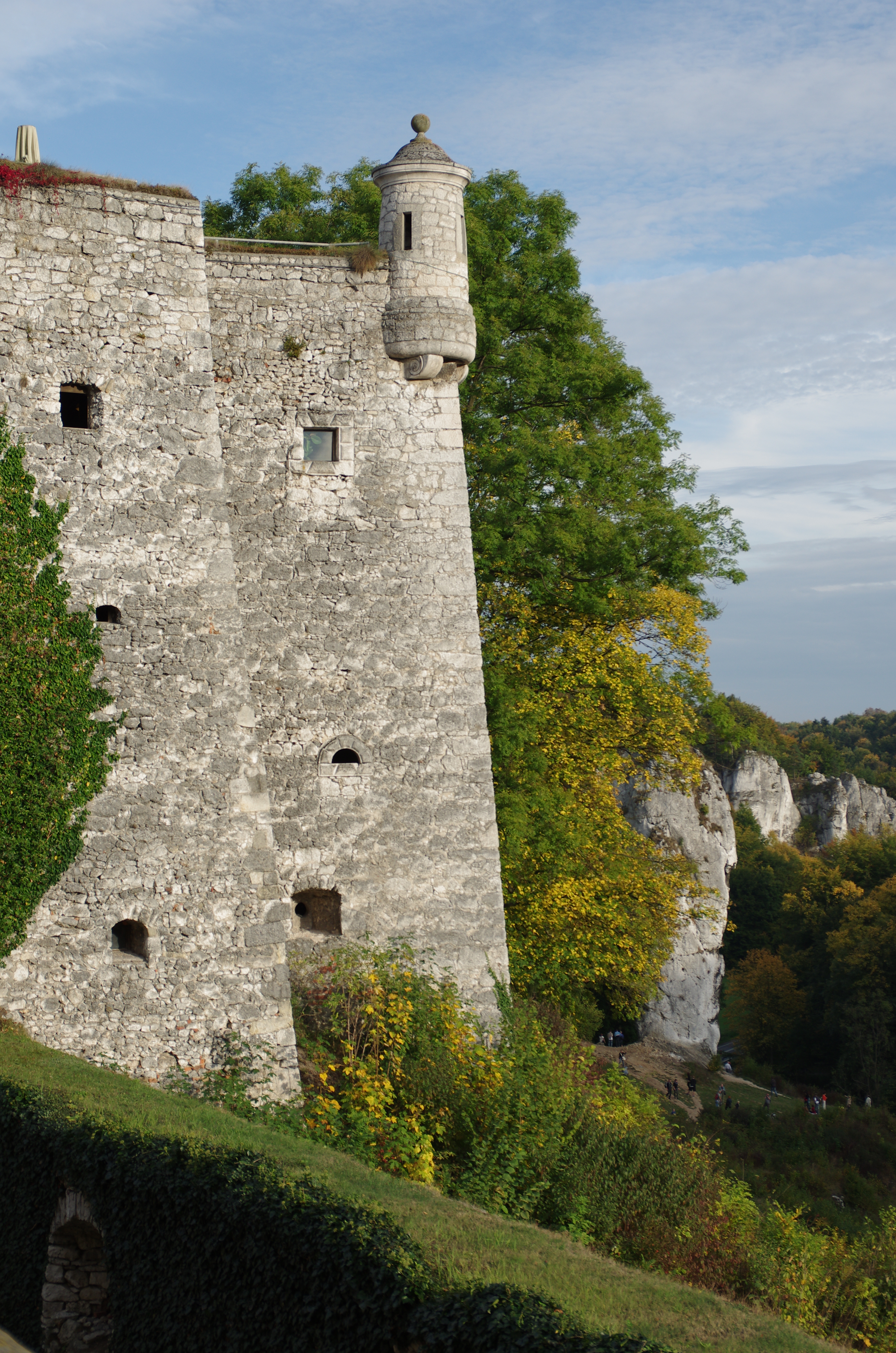
Турель замка Пескова-Скала, Польша
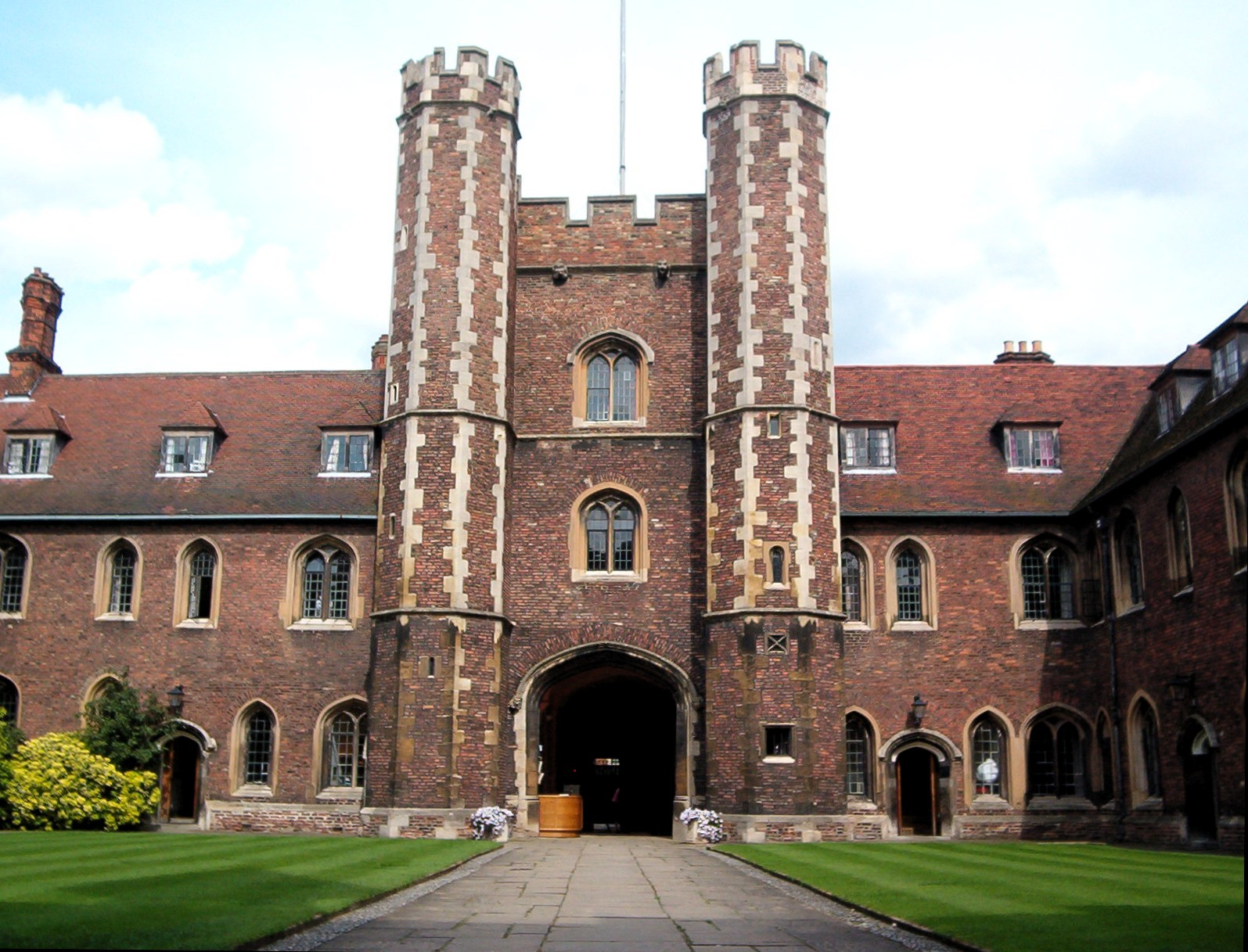
Башни, фланкирующие портал в Куинз-колледж, Кембридж. XV в.
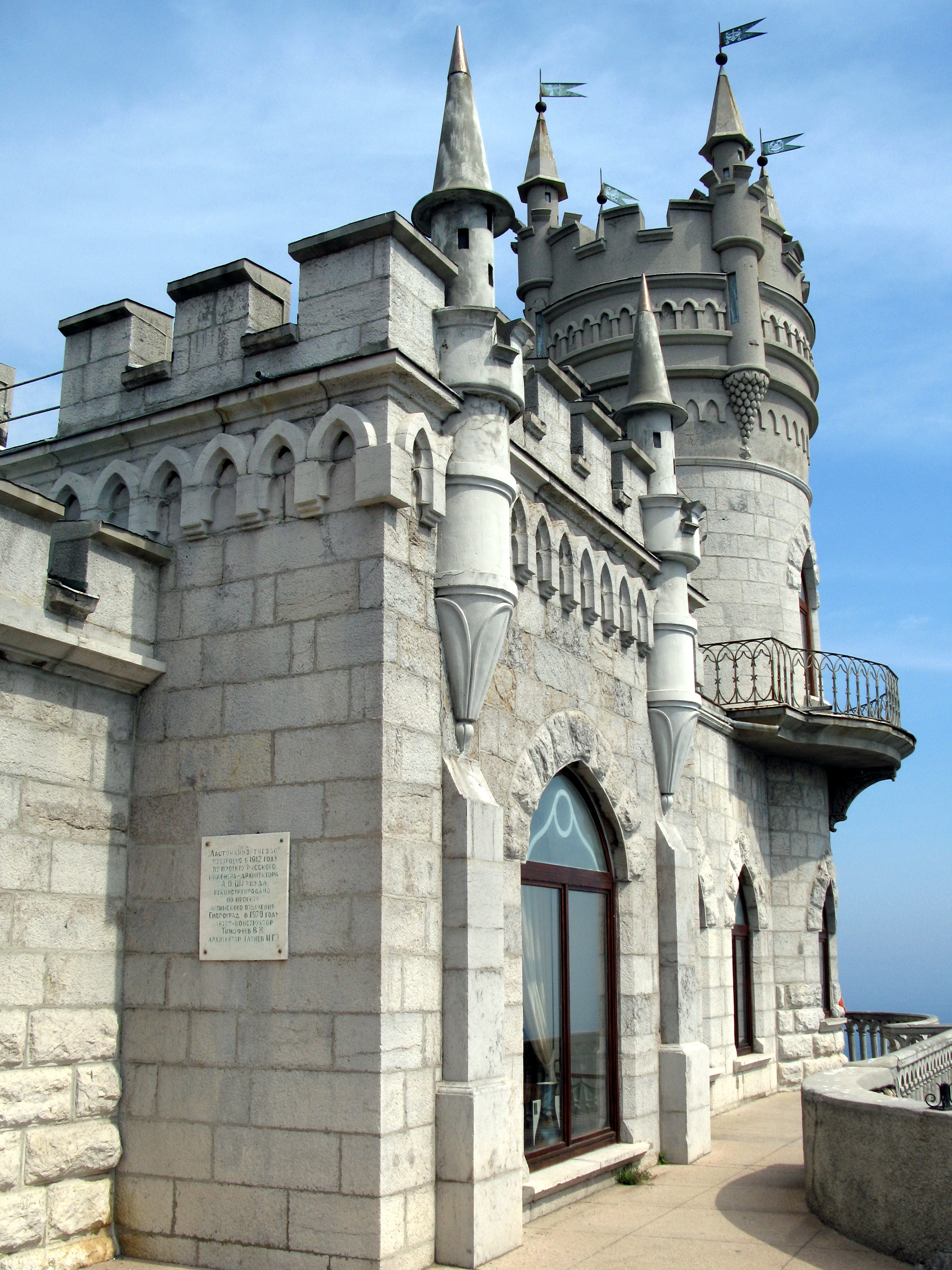
Декоративные турели «Ласточкиного гнезда», Крым. Инженер Н. С. Шервуд. 1912
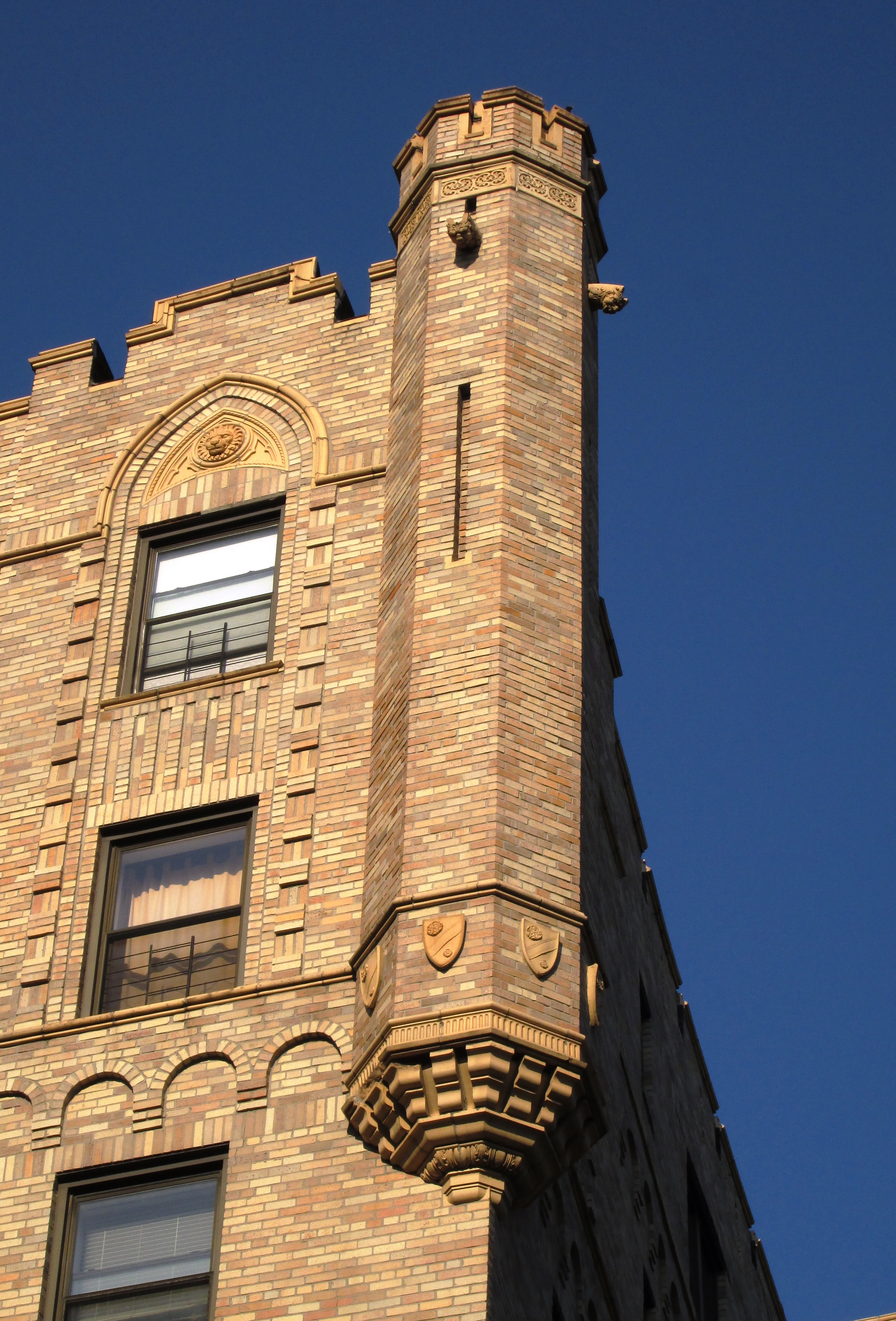
Угловая «турель» дома в Бронксе, Нью-Йорк. 1920